# Wymysłowo (powiat gdański)
Wymysłowo – osada (pustkowie) w Polsce położona w województwie pomorskim, w powiecie gdańskim, w gminie Trąbki Wielkie.
W latach 1975–1998 miejscowość administracyjnie należała do województwa gdańskiego.
Osada występuje w urzędowym spisie miejscowości, jednakże mapa Geoportalu wskazuje w tym miejscu pustkowie, nazwę Wymysłowo nosi również las otaczający byłą osadę.